# Carine Varlez
Carine Varlez (ur. 22 września 1976) – francuska judoczka. Srebrna medalistka mistrzostw świata w drużynie w 1998 i brązowa w 1997. Startowała w Pucharze Świata w latach 1993 i 1995-2000. Zajęła piąte miejsce na mistrzostwach Europy w 1998, a także zdobyła dwa złote medale w drużynie. Mistrzyni świata juniorów w 1994 i druga w 1992. Wygrała ME juniorów w 1992, 1993 i 1994. Mistrzyni Francji w 1996 i 1997 roku.